# Federação Mundial de Surdos
A Federação Mundial de Surdos (World Federation of the Deaf, WFD) é uma organização internacional não-governamental, sem fins lucrativos que representa, aproximadamente 70 milhões de pessoas surdas em  127 países, todo o mundo. Foi estabelecida em Roma, em 1951.
Crê-se que mais de 80% dos 70 milhões de surdos existentes no mundo, vivam nos países em desenvolvimento, onde as autoridades raramente são familiarizadas com as necessidades e desejos dos surdos. Reconhecida pela Organização das Nações Unidas, trabalha em estreita colaboração com as Nações Unidas e as suas várias agências, na promoção dos direitos humanos das pessoas surdas, de acordo com os princípios e objectivos da Carta das Nações Unidas e a Declaração Universal dos Direitos Humanos. Quando necessário, utiliza medidas especiais (legais e administrativas) para garantir que as pessoas surdas em todos os países tenham o direito de manter as suas próprias línguas gestuais, organizações culturais e outras actividades. Os seus principais objectivos são: os surdos nos países em desenvolvimento; o direito à língua gestual; a igualdade de oportunidades em todas as esferas da sociedade, incluindo o acesso à educação e informação.